# 渡辺宜嗣
渡辺 宜嗣（わたなべ のりつぐ、1954年12月19日 - ）は、日本のフリーアナウンサー。元テレビ朝日のエグゼクティブアナウンサー。元テレビ朝日所属のアナウンス部付嘱託契約のニュースキャスター。

## 来歴
愛知県名古屋市西区出身。実家は祖父の代から続く建具屋。愛知県立熱田高等学校、明治大学商学部卒業。高校時代に聴いていたミッドナイト東海のディスクジョッキー（つボイノリオ）に憧れてアナウンサーを目指すようになる。大学時代は放送研究会に所属。また、東京アナウンスアカデミーにも通いアナウンサー修業に励んだ。
職務経歴
1977年4月、テレビ朝日に入社。同月より『大相撲ダイジェスト』に出演 （ - 1980年9月）。若手の時期は『エキサイトボクシング』（解説者・ガッツ石松）など、スポーツ実況も担当。古舘伊知郎、佐々木正洋は同期入社。
1980年10月より『トゥナイト』のリポーターを担当（ - 1985年9月）。
1985年4月より『OH!相撲』に出演（ - 1988年9月）。
1985年10月より『ニュースステーション』のリポーター役や久米宏の代役を担当（ - 2002年9月）。
1985年11月より『なうNOWスタジオ』の司会を担当 （ - 1987年3月20日）。
1987年4月より『気分はシャッフル』の司会を担当 （ - 9月）。
同1987年4月より『朝まで生テレビ!』の司会を担当 (  - 現在）。
1991年4月より『モーニングショー』のメイン司会を担当（ - 1993年3月）。
1993年4月より『ステーションEYE』のメインキャスターを担当（ - 1995年9月）。
2002年10月より『スーパーモーニング』の司会を担当（ - 2007年3月）。
2010年4月より『スーパーJチャンネル』のメインキャスターを担当 （ - 2020年9月）。
2014年12月19日に60歳の誕生日を迎え、同12月いっぱいで定年退職した。定年後もテレビ朝日に嘱託として籍を残し、専属キャスターとして引き続き『スーパーJチャンネル』『朝まで生テレビ!』に出演。『スーパーJチャンネル』はメインキャスターを10年担当した。
2020年10月に、2010年から担当してきた『スーパーJチャンネル』のメインキャスターを勇退。なお同月より同番組のコメンテーター兼スペシャルリポーターを担当 （  - 2023年9月）。
1985年6月24日、『月曜スペシャル90』独占生中継!!聖子♡正輝結婚（神田正輝・松田聖子）で成田空港から司会進行を務めた。リポーターは同期のアナウンサー・佐々木正洋と南美希子が務めていた。
上述以外にも、スポーツ実況、単発番組への出演、代理出演、ゲスト出演など出演多数。また『ドラえもん』の映画シリーズへのナレーター役での出演も多数。→#出演

## パーソナルデータ
- 同僚アナウンサーや共演者からは「宜嗣（のりつぐ）さん」と下の名前で呼ばれることが多い。
- 『ニュースステーション』『ステーションEYE』『スーパーJチャンネル』でメインキャスターを務めているが定時ニュース番組『ANNニュース』『ANNニュースセブン』『ANNニュースフレッシュ』『ANNニュースライナー』『ANNニュースレーダー』『ANNニュースファイナル』『ANNニュース&スポーツ』の担当経験はない。
- 1999年12月31日から2000年1月1日にかけてのコンピュータ2000年問題の際には佐藤紀子（当時テレビ朝日アナウンサー）とともに特設ニュースを担当していた。
- 2001年9月のアメリカ同時多発テロ事件では発生後から深夜などの『ANN報道特別番組』を担当した（当時『ニュースステーション』のリポーターを担当、大事件などに対応するため待機していた）。
- 1985年10月7日に開始した『ニュースステーション』ではリポーターとして出演していたが、午後の『アフタヌーンショー』がやらせリンチ事件で打ち切りになったため、後継番組の『なうNOWスタジオ』で1985年11月4日から急きょ司会を務めることになった。『なうNOWスタジオ』は29局ネットで放送されていたため、全国的に知られるきっかけとなった。1991年4月1日から1993年4月2日までは30局ネットの『モーニングショー』(小島一慶の女性問題で急きょメイン司会に抜擢）、2002年9月30日から2007年3月30日までは31局ネットの『スーパーモーニング』を担当していた。
- 地元球団である中日ドラゴンズの熱心なファンとしても知られており、『ニュースステーション』では毎年、中日のキャンプ取材を渡辺が行うVTRが放送され、コーナーの最後には『燃えよドラゴンズ!』を熱唱するのが恒例となっていた[2]。また、大学の先輩でもある星野仙一とも親交があった。2009年11月23日グランドプリンスホテル新高輪で開催された「立浪和義選手に感謝する会」の司会を務めた。
- ビートたけしが、明大から特別卒業認定されたときに、座談会の司会を務めた。
- 既婚[7]。

## 出演

### テレビ朝日在籍時代
報道・情報・ワイドショー・討論番組（フリー転身後も含めて）
| 期間                | 期間               | 番組名               | 役職                                 | 備考 |
| ------------------- | ------------------ | -------------------- | ------------------------------------ | --- |
| 1980年10月          | 1985年9月          | トゥナイト           | サブ司会兼レポーター                 | |
| 1985年10月          | 1985年10月         | ニュースステーション | レポーター兼久米宏の代行キャスター   | |
| 1987年4月1995年10月 | 1991年3月2002年9月 | ニュースステーション | レポーター兼久米宏の代行キャスター   | 番組出演期間中の1998年5月4日から5月7日までの間は代行サブキャスターを担当し、1999年10月7日から年内放送最終日の同年12月23日までの間は久米の一時降板に伴いメインキャスターを担当                                                                                         |
| 1985年11月          | 1987年3月          | なうNOWスタジオ      | メイン司会                           | |
| 1987年4月           | 1987年9月          | 気分はシャッフル     | メイン司会                           | |
| 1987年4月           | 現在               | 朝まで生テレビ!      | 総合司会                             | 2015年1月から2023年9月までの間は同局嘱託契約・専属キャスターとして出演、途中2ヶ月は新型コロナウイルス感染症対策を考慮し番組の出演を見合わせ、2023年10月からはフリーとして引き続き出演を継続、2024年10月から関連会社のBS朝日へ移行後も番組の放送および本人の出演を継続 |
| 1991年4月           | 1993年3月          | モーニングショー     | メイン司会                           | |
| 1993年4月           | 1995年9月          | ステーションEYE      | 平日メインキャスター                 | |
| 2002年10月          | 2007年3月          | スーパーモーニング   | 総合司会                             | 途中2ヶ月は、番組コーナーである『スパモニあれこれ』を兼務 |
| 2010年4月           | 2020年9月          | スーパーJチャンネル  | 平日メインキャスター                 | 2015年1月からは同局嘱託契約・専属キャスターとして出演、2020年4月23日から同年9月25日の間は新型コロナウイルス感染症対策による2班体制に伴い木・金曜日の出演を見合わせ |
| 2020年10月          | 2023年9月          | スーパーJチャンネル  | コメンテーター兼スペシャルリポーター | いずれも番組でメインキャスターを担当した平日にて出演 |

その他（フリー転身後も含めて）
- テレメンタリー（ナレーション）- 年末スペシャルのみ担当
- 大相撲ダイジェスト（1977年4月 - 1980年9月）
- エキサイトボクシング（実況）
- OH!相撲（1985年4月 - 1988年9月）
- 全米・全英オープンゴルフ中継（実況）
- プロ野球中継 or ゴールデンナイター（実況）
- スポーツ宝島（司会）
- おかずのクッキング（不定期出演）- 当時アシスタントの竹内由恵に代わってパートナーを務めた
- 報道発 ドキュメンタリ宣言（2009年秋 - 、ナレーター）
- 九州沖縄 平成の大ニュース30選 あの人あの場所は今（2018年12月22日放送、ゲスト出演）
  - 同系列である九州朝日放送制作の平日夕方のローカルニュース番組『シリタカ!』の年末特別番組として放送された
- 大地震に備えて…（1996年4月 - 、ナレーション）
  - クロージング前に放送、かつては放送開始直後にも放送されていたが、現在は放送終了前のみ放映

映画
ドラえもん映画作品
- ドラえもん のび太と翼の勇者たち（2001年3月10日公開、TVアナウンサー 役〈声の出演〉）
- ドラえもん のび太とふしぎ風使い（2003年3月8日公開、TVアナウンサー 役〈声の出演〉）
- ドラえもん のび太のワンニャン時空伝（2004年3月6日公開、TVアナウンサー 役〈声の出演〉）
- 映画ドラえもん 新・のび太と鉄人兵団 〜はばたけ 天使たち〜（2011年3月5日公開、マンティス 役〈声の出演〉） - 角澤照治・小木逸平・菅原知弘らと「鉄人ドラアナ団」として出演。
- 映画ドラえもん のび太の宝島（2018年3月3日公開、アナウンサー 役〈声の出演〉）
  - この他にも、映画の宣伝特番では進行役を務めたこともある。また、『ドラえもん』リニューアル記者会見の司会も務めた。

特撮作品
- 爆竜戦隊アバレンジャー DELUXE アバレサマーはキンキン中!（2003年8月16日公開、アナウンサー役）

その他の作品
- 男たちの大和/YAMATO（2005年12月17日公開、ナレーター）

### フリー
- はい!テレビ朝日です（2024年7月7日、ゲスト出演）

## 同期のアナウンサー
| 一覧       | 現在の主な活動     | 備考                                                                                        |
| ---------- | ------------------ | ------------------------------------------------------------------------------------------- |
| 古舘伊知郎 | フリーアナウンサー | 1984年6月に退社、『報道ステーション』担当期間は、専属契約を締結                             |
| 佐々木正洋 | フリーアナウンサー | 2012年3月に退社                                                                             |
| 吉澤一彦   | フリーアナウンサー | 2015年2月に定年退職                                                                         |
| 戸谷光照   | フリーアナウンサー | 2014年12月に定年退職、かつては報道局としても活動                                            |
| 宮嶋泰子   | フリーアナウンサー | 2015年1月までアナウンサー、同年2月より2020年1月までスポーツコメンテーターとしてそれぞれ歴任 |
| 南美希子   | フリーアナウンサー | 1986年3月に退社、短期大学卒業後に入社した事に伴い、事実上の2歳下                            |
| 中里雅子   | フリーアナウンサー | 退社時期不明                                                                                |
| 伊福保子   | フリーアナウンサー | 退社時期不明                                                                                |

### 補足
渡辺が入社した1977年は、1980年のモスクワオリンピック独占放送権を得た同社が、オリンピックに向けた人材養成を見越してアナウンサーを大量採用した年であった。ちなみに、NET（日本教育テレビ）からテレビ朝日（当時の正式社名は「全国朝日放送」）に名称変更の頃であった。2012年1月時点では、朝（吉澤）・昼（佐々木）・夕（渡辺）・夜（古舘）の各時間帯で1977年入社のアナそれぞれ出演していた（古舘・佐々木は定年前にフリーへ転身、吉澤は2015年に定年退職）。

## 関連人物
- 銅谷志朗（かつての同僚で、明治大学の先輩）
- 福留功男（元日本テレビアナウンサー、明治大学の先輩）
- 鈴置洋孝（元声優、愛知県立熱田高等学校の先輩）